# Leucoptera zanclaeella
Leucoptera zanclaeella là một loài bướm đêm thuộc họ Lyonetiidae. Nó được tìm thấy ở Sicilia, Dalmatia và Pháp.
Ấu trùng ăn Cytisus villosus. Chúng có thể ăn lá nơi chúng làm tổ.